# ファンタスティカ
ファンタスティカ (FANTASTICA) は、グラビアを中心としたアイドルのVRコンテンツメーカー。VRを専門としたグラビアアイドルメーカーとしては最古参となる。

## 概要
元々はCDの音楽レーベル、DVD制作を行っていた株式会社グラジオラス（本社：世田谷区/設立：2003年）がアイドルのVR（バーチャル・リアリティ）に特化したコンテンツメーカーとして設立。
VR元年と呼ばれた2016年にアイドルコンテンツ業界に参入。世界で初めてとなる「VR専門のグラビアメーカー」となった。殆どの作品が前編(act1)と後編(act2)の二部構成になっていて、主な配信先をDMM.comとして毎週金曜日を定期リリース日としている。

## 作品の特徴
HMD（ヘッドマウントディスプレイ）を装着してユーザーはVRの世界に自己投影をし、出演者であるアイドルと共に仮想現実での時間を過ごすことになる。仮想現実の世界でユーザーはアイドルから「ダーリン」、「あなた」、「センパイ」などと呼称され、親密な関係を築いてゆく。VR業界では黒子ともアバターとも呼ばれる身体が時に登場し、ユーザー自身の分身としてアイドルから触れられることもある。特に創成期より続いているapartment Days(アパートメントデイズ)シリーズでは庶民的な狭いアパートの畳の一室を舞台とし、それまでの「グラビアイドル動画=常夏の南の島での撮影」という王道パターンを根っこからひっくり返し、同作品は長寿シリーズとしてFANTASTICAの定番タイトルとなっている。

## 来歴
- 2016年11月 DMM.comにて「世界初のVR専門グラビアメーカー」を冠に掲げ、配信開始[3][4][リンク切れ]
- 2017年
  - 1月 文化放送、博報堂DYメディアパートナーズとコラボレーションし、徳井青空等人気声優を起用したVRがセブンネットで販売される。配信を行わないシリアルコードでの販売であった[5]。
  - 6月 全国の複合カフェをネットワークとしたVIRTUAL GATEにて配信開始[6]
- 2018年
  - 2月 株式会社テクノブラッドとの合同企画として店舗イベントを行い、同日に店舗内撮影されたVRコンテンツをVIRTUAL GATEで先行配信を開始[7]
  - 7月 VIRTUAL REAL JAPAN(米国)にて配信開始
  - 8月 360Channel[8]にて配信開始
  - 10月 VRで叶える「もし天木じゅんの彼氏だったら」がDMM動画の月間ランキング1位を獲得[9]
  - 11月 H.I.S.ホテルホールディングス株式会社が株式会社グラジオラス運営のFANTASTICA制作によるVRサービスを発表[10]
- 2019年
  - 1月 トップグラドルだけを起用するというレーベル「極」をリリース[11]
  - 2月 動画コンテンツ初出演のタレントだけを起用するというレーベル「プロローグ」を開始/同レーベルのリリースに合わせ元AKB48第12期生の平田梨奈を起用し、「はじめてのVR、はじめてのわたし。平田梨奈」がDMM動画の月間ランキング1位を獲得[12]

## 主な出演者
- 天木じゅん
- 忍野さら
- 奈月セナ
- 橋本梨菜
- 平嶋夏海
- RaMu
- 倉持由香
- 森咲智美
- 佐山彩香
- 平田梨奈
- メイリ
- 岩本和子
- 中野ゆきみ
- 西永彩奈
- 岡英里
- いとうさやか
- 山之内優美
- 秋元結季
- 小柳歩
- 加藤圭
- 桐山瑠衣
- 新垣優香
- 緒方咲
- 柴咲凛
- 本多希
- 大門みやこ
- 松嶋えいみ
- 浜田由梨
- 牧野紗弓
- 大崎由希
- 涼本めぐみ
- 麻倉まりな
- 稲森美優
- 佐藤聖羅
- 宮本彩希
- 麻衣亜
- ぱいぱいでか美
- 高橋里彩子
- 寿エリカ
- 根本弥生
- 福永幸海
- 桜りん
- うさまりあ
- 小島みゆ
- 古川真奈美
- 青海